# Gouvernement Queuille III
Pour les articles homonymes, voir Gouvernement Henri Queuille.
Quatrième République
René Pleven I René Pleven II
Le troisième gouvernement Henri Queuille a été le gouvernement de la France du 10 mars 1951 au 10 juillet 1951.

## Chronologie

### 1951
- 28 février : Chute du gouvernement René Pleven.
- 10 mars : Début du troisième gouvernement Henri Queuille .
- 7 mai : En France, loi sur les apparentements.
- 26 mai : Lancement de l'emprunt Pinay (1952-1958), avec une garantie sur le cours de l'or et dispensé des droits de succession et de donation.
- 17 juin : Élections législatives fortement marquée par la loi sur les apparentements. Le PCF (communistes) arrive en tête (26 %) suivi par le RPF (gaullistes) (21 %).
- 10 juillet : Démission du troisième gouvernement Henri Queuille.
- 11 août : Début du second gouvernement René Pleven.

## Composition

### Président du Conseil
| Image | Fonction             |  | Nom            | Parti |
| ----- | -------------------- |  | -------------- | ----- |
|       | Président du Conseil |  | Henri Queuille | RAD   |

### Vice-présidents du Conseil
| Image | Fonction                                                |  | Nom             | Parti |
| ----- | ------------------------------------------------------- |  | --------------- | ----- |
|       | Vice-président du Conseil                               |  | Georges Bidault | MRP   |
|       | Vice-président du Conseil                               |  | René Pleven     | UDSR  |
|       | Vice-président du Conseil chargé du Conseil de l'Europe |  | Guy Mollet      | SFIO  |

### Ministre d'État
| Image | Fonction                                                      |  | Nom             | Parti |
| ----- | ------------------------------------------------------------- |  | --------------- | ----- |
|       | Ministre d'État, chargé des Relations avec les États associés |  | Jean Letourneau | MRP   |

### Ministres
| Image | Fonction                                                    |  | Nom                   | Parti |
| ----- | ----------------------------------------------------------- |  | --------------------- | ----- |
|       | Ministre de la Justice                                      |  | René Mayer            | RAD   |
|       | Ministres des Affaires étrangères                           |  | Robert Schuman        | MRP   |
|       | Ministre de l'Intérieur                                     |  | Henri Queuille        | RAD   |
|       | Ministre de la Défense nationale                            |  | Jules Moch            | SFIO  |
|       | Ministre de la France d'outre-mer                           |  | François Mitterrand   | UDSR  |
|       | Ministre des Finances et des Affaires économiques           |  | Maurice Petsche       | CNIP  |
|       | Ministre du Budget                                          |  | Edgar Faure           | RAD   |
|       | Ministre de l'Éducation nationale                           |  | Pierre-Olivier Lapie  | SFIO  |
|       | Ministre des Travaux publics, des Transports et du Tourisme |  | Antoine Pinay         | CNIP  |
|       | Ministre de l'Agriculture                                   |  | Pierre Pflimlin       | MRP   |
|       | Ministre du Commerce et de l'Industrie                      |  | Jean-Marie Louvel     | MRP   |
|       | Ministre du Travail et de la Sécurité sociale               |  | Paul Bacon            | MRP   |
|       | Ministre des Anciens combattants et Victimes de guerre      |  | Louis Jacquinot       | CNIP  |
|       | Ministre de la Santé publique et de la Population           |  | Pierre Schneiter      | MRP   |
|       | Ministre de la Reconstruction et de l'Urbanisme             |  | Eugène Claudius-Petit | UDSR  |
|       | Ministre des PTT                                            |  | Charles Brune         | RAD   |
|       | Ministre de la Marine marchande                             |  | Gaston Defferre       | SFIO  |
|       | Ministre de l'Information                                   |  | Albert Gazier         | SFIO  |

### Secrétaires d'État
| Image | Fonction                                                                  |  | Nom                      | Parti |
| ----- | ------------------------------------------------------------------------- |  | ------------------------ | ----- |
|       | Secrétaire d'État à la Présidence du Conseil                              |  | Maurice Bourgès-Maunoury | RAD   |
|       | Secrétaire d'État à la Fonction publique et à la Réforme administrative   |  | Pierre Métayer           | SFIO  |
|       | Secrétaire d'État à l'Intérieur                                           |  | Eugène Thomas            | SFIO  |
|       | Secrétaire d'État aux Forces armées (guerre)                              |  | Max Lejeune              | SFIO  |
|       | Secrétaire d'État aux Forces armées (marine)                              |  | André Monteil            | MRP   |
|       | Secrétaire d'État aux Forces armées (air)                                 |  | André Maroselli          | RAD   |
|       | Secrétaire d'État aux Affaires économiques                                |  | Robert Buron             | MRP   |
|       | Secrétaire d'État à l'Enseignement technique, à la Jeunesse et aux Sports |  | André Morice             | RAD   |
|       | Secrétaire d'État à l'Industrie et au Commerce                            |  | André Guillant           | MRP   |
|       | Secrétaire d'État à l'Agriculture                                         |  | Paul Antier              | CNIP  |
|       | Secrétaire d'État à la France d'outre-mer                                 |  | Lucien Coffin            | SFIO  |
|       | Secrétaire d'État à la France d'outre-mer                                 |  | Louis-Paul Aujoulat      | MRP   |
|       | Secrétaire d'État à la Santé publique et à la Population                  |  | Jules Catoire            | MRP   |